# Gönczi Gábor
Gönczi Gábor (Budapest, 1975. augusztus 10. –) magyar újságíró, műsorvezető, szerkesztő, riporter.

## Élete
A Külkereskedelmi Főiskolán végzett, mint külkereskedelmi közgazdász. Ezután elvégezte Komlósi Gábor újságíró iskoláját. 1997-ben kezdte pályáját a Napkelte című műsornál. Ezután Kolosi Péter hívta át az RTL Klubhoz.
2003-ban az első magyar transznemű férfiről szóló Idegen testben élek című riportfilmjéért Hégető Honorka-díjban részesült. 2006-ban szerepelt a csatorna Szombat esti láz című műsorában, ahol Práger Kitti táncpartnereként második helyen zártak. Ezen kívül a Fókusz és a Fókusz Plusz műsorvezetőjeként ismerte meg az ország. 2016-ban távozott az RTL-től, utolsó szereplése a csatornán a Gyertek át szombat este! című műsorban volt.
2016-ban átigazolt a TV2-höz, és azóta a Tények műsorvezetője, Marsi Anikóval együtt. 2018-ban szerepelt a csatorna A nagy duett című műsorában.
2018-ban és 2022-ben több TV2-s kollégájával egyetemben az országgyűlési választások előtt az Orbán Viktorra való szavazásra buzdított. 2018-ban a Nemzeti Választási Bizottság emiatt a TV2-t 3,45 millió forintra bírságolta, mivel a csatorna ezzel egyértelműen megsértette a médiatörvényt, az ugyanis kimondja, hogy a hírműsorban műsorvezetőként, hírolvasóként, tudósítóként rendszeresen közreműködő munkatárs politikai hírhez nem fűzhet véleményt, értékelő magyarázatot.
A Smile Showtime Band együttes tagja.

## Műsorai
- Fókusz
- Fókusz Plusz
- Tények
- Tények Plusz